# Tristellateia stenactis
Tristellateia stenactis är en tvåhjärtbladig växtart som beskrevs av Henri Ernest Baillon. Tristellateia stenactis ingår i släktet Tristellateia och familjen Malpighiaceae. Inga underarter finns listade i Catalogue of Life.